# Squamanita umbonata
Squamanita umbonata är en svampart som först beskrevs av Sumst., och fick sitt nu gällande namn av Bas 1965. Squamanita umbonata ingår i släktet Squamanita och familjen Tricholomataceae.   Inga underarter finns listade i Catalogue of Life.